# 외계인
외계인(外界人, 영어: extraterrestrial intelligence, ETI) 또는 우주인(宇宙人) 혹은 외계 지성(外界知性)은 지구 이외의 천체에 산다고 상상되는, 사람과 비슷한 지적인 존재로 외계 생명체 중 지성을 가지고 있는 생물체의 총칭이며 현재 사람들이 그 유무에 대해 많이 토론하는 주제이기도 하다. 현재 공식적으로 발견된 외계인은 없다.

## SF의 외계인
많은 SF 영화에서는 외계 생명체가 등장한다. 유명 작품으로는 E.T., 에이리언, 스타워즈 등이 있다. 스토리는 주로 외계인들이 지구를 찾아오는 내용이다. 외계인들은 대부분 인간을 좋지 않게 보지 않는 데다가 인간보다 월등히 진보된 기술을 활용해 지구를 정복하거나 지구의 자원을 얻으려 한다. 대부분의 작품에서 외계인은 인간처럼 팔다리가 달려있고 인간과 전체적으로 비슷하게 묘사되지만 형체를 알아보기 힘들거나 새로운 모습을 하고 있는 경우도 있어 인간과 완전히 같아 보이지는 않는다. 외계인은 주로 파충류를 닮은 피부에 커다란 눈, 가느다란 팔다리 등으로 묘사된다.

## 페르미 역설
'과연 우주에 지적 생물체가 존재할까?'라는 의문을 둘러싼 물리학자 엔리코 페르미의 페르미 역설이 잘 알려져 있다. 즉, 드레이크 방정식의 매개 변수를 어느 정도 과학적으로 합리적인 것으로 가정하면, 지구인과 접촉 가능한 외계 지적 생명체가 있을 것으로 예상할 수 있지만 실제로는 지구인이 지구 외부의 지적 생명체와 접촉하지 않는다는 결함이 있다는 것이다. 만일 외계인이 있다고 하면, 긴 우주의 역사에서 인류보다 몇 만 년 혹은 수억 년 앞선 과학 기술을 가지고 있는 종족도 있고, 우주인들은 지구를 탐색하고 방문할 만한 시간과 기회가 충분히 있었을 것이다. 그러나 지구상에서 우주에서 온 지적 생명체의 확실한 증거는 전혀 발견되지 않았다.

## 우주인 분류

### 그레이
그레이(Greys)는 미확인 비행물체에 탑승하여 비행을 조정하고, 외계인의 방문에 관계되는 잡지 기사나 TV 프로 중에 잘 취급되는 외계인 중의 하나이다. 미국에서는 외계인에 의한 유괴 사건 등 목격 보고가 다수 있는 외계인이기도 하다. 그 실체를 믿는 사람은 적지 않지만 확실한 증거는 없고, 회의적 입장에서는 외계인이라는 것에 대해 사람들이 공유하고 있는 이미지에 지나지 않는다고 생각되고 있다.

### 화성인
화성인은 화성에 산다고 알려져 있는 가상의 지적 생명체이다. 19세기 말에는 화성에서 발견된 강의 흔적이 신문에서 잘못 번역되어 '운하'로 게재되는 바람에 소위 화성의 운하가 화성인의 흔적인 것인 양 생각되기도 하였다. 앨런 구릉 84001등 화성에 생명체가 살았을 것으로 추정되는 증거는 있지만 현재 화성에 생명이 존재하는지는 확인되지 않았다.

## 같이 보기
- 내계인(內界人) - 지구의 원래 주인은 인간이 아니라 자신들이라고 주장하는 지적 생물체로서 대표적으로 렙틸리언이 있다